# Анчабадзе, Гиви Алексеевич
Гиви Алексеевич Анчабадзе — советский хозяйственный, государственный и политический деятель.

## Биография
Родился в 1933 году. Член КПСС с 1962 года.
С 1957 года — на хозяйственной, общественной и политической работе. В 1957—1991 гг. — инженер-технолог, старший инженер-исследователь заводской лаборатории, заместитель начальника центральной лаборатории, начальник цеха, главный диспетчер, начальник ОТК, заместитель главного инженера,
секретарь парткома, главный инженер, директор завода «Центролит», первый секретарь Ленинского райкома КП Грузии города Тбилиси, инспектор отдела ЦК КПСС, секретарь ЦК КП Грузии, Председатель Совета Министров Абхазской ССР.
Избирался депутатом Верховного Совета Грузинской ССР 10-11-го созывов.
Жил в Грузии.